# 伊塔夸拉
伊塔夸拉（葡萄牙語：Itaquara）是巴西巴伊亚州的一个市镇。总面积296.896平方公里，总人口7097人，人口密度23.9人/平方公里。